# Lonchocarpus praecox
Lonchocarpus praecox är en ärtväxtart som beskrevs av George Bentham. Lonchocarpus praecox ingår i släktet Lonchocarpus och familjen ärtväxter. Inga underarter finns listade i Catalogue of Life.